# Alfrédova chata
Alfrédova chata (též Alfrédka) byl lovecký zámeček a později horská chata, který stával na úpatí Jelenky, blízko pramenů Stříbrného potoka, v Hrubém Jeseníku.

## Historie
Lovecký zámeček vystavěl na konci 19. století hrabě Alfréd Harrach, jenž v letech 1884-1914 vlastnil janovické panství. Už dříve, nejpozději v 80. letech téhož století, byla u něco níže (v nadmořské výšce 1078 m) vystavěna lovecká chata. O oblíbenosti místa turisty (na rozdíl od zbývajících míst jižní části hlavního hřebene Jeseníků) svědčí jak dochované pohledy, tak především žádost Rýmařovské turistické sekce o vyznačení turistické cesty ze Staré Vsi na chatu a dále na Jelení studánku. Vyznačení cesty nechal hrabě Harrach provést v roce 1891. V případě lovecké chaty se jednalo o nevelký srub, ze začátku sloužící jak lovcům, tak také turistům, kteří se zde mohli případně ubytovat. V souvislosti s rozvojem lyžování začala být chata od roku 1925 otevřena i v zimě. Tato horská chata stojí do současnosti.
Jelikož však chata přestávala postupně kapacitně vyhovovat, nechal hrabě postavit nejpozději v roce 1898 o něco výše mnohem prostornější lovecký zámeček, jenž nazýval Waidmannsheil (česky Lovu zdar) a na nějž později přešel název Alfrédova chata. Zámeček využíval pouze hrabě, jeho hosté a personál, bývalá lovecká chata byla ponechána k využívání turistům. Toto rozdělení vydrželo do 30. let 20. století, kdy hrabě Harrach v rámci tzv. lesní reformy o janovické panství přišel. Zřejmě v roce 1931 byl zámeček s chatou zkonfiskován státem. Stát je vzápětí předal do správy Českým lesům, které do budovy zámečku umístily zázemí pro správce. Brzy se však hledalo nové využití, neboť úředníci to odtud měli daleko do práce. Toho se rozhodlo využít vedení Jesenické župy Klubu československých turistů (KČST), které v té době marně v Jeseníkách hledalo záchytný bod v podobě horské chaty, a dne 1. července 1933 získalo KČST objekt na šest let do pronájmu. Po řadě adaptačních prací byl zámeček turistům zpřístupněn 20. srpna 1933 (od 1. července sloužila jen nedaleká hájenka) a v obou objektech tak mohlo být ubytováno až 50 hostů. Do budovy zámečku, který sloužil k ubytování, musel být zaveden vodovod a KČST na celkové adaptační práce uvolnil 15 000 Kčs. Hájenka (chata) pak sloužila jako restaurace. Slavnostní otevření, kterého se zúčastnilo kolem 150 návštěvníků, vyvolalo odpor u německých turistů, kteří vyzývali k bojkotu chaty a přeznačili cestu na Jelení studánku tak, aby obě chaty míjela. V letech 1933 – 1936 se na Alfrédově chatě každoročně konaly kurzy pro výchovu cvičitelů. Dne 1. listopadu 1933 KČST získal i chatu u nedaleké Jelení studánky, ta však byla ještě před převzetím zapálena Němci.
Ačkoliv probíhala mohutná propagace Alfrédky v českém turistickém tisku, byla její vytíženost velmi malá. Čeští turisté totiž tuto část Jeseníků často vynechávali, němečtí pak bojkotovali. Proto došlo k řadě úprav a hledalo se nové využití chaty (např. pořádání školních výletů). V roce 1934 se svého vyznačení dočkala lyžařská cesta Alfrédova chata – Vysoká hole – Praděd a na jaře 1935 dostavby silnice ze Staré Vsi až přímo k chatě. Ovšem nízká návštěvnost pokračovala i nadále, na čemž měli nemalý podíl Němci z Karlova, Malé Morávky a Staré Vsi, kteří českým návštěvníkům vnucovali ubytování ve svých penzionech a před Alfrédkou je varovali.
Aby došlo ke zvýšení návštěvnosti Alfrédky, rozhodl se KČST pro přeznačkování zdejších tras a do Rýmařova a Staré Vsi navíc umístil česky psané orientační tabule. Tato část Jeseníků tak jako jediná měla české značkování, zatímco zbytek nadále využíval německé. Zároveň také došlo ke změně nájemce, když od 1. října 1935 zde působil F. L. Bukovský, jenž získal zkušenosti i několikaletém působením v zámoří. Češi však nadále využívali především ubytování, které jim poskytovali Němci v Morávce či Karlově. v roce 1936 muselo KČST přiznat skutečnost, že se chata nachází příliš daleko od hlavních jesenických středisek. Proto reagovalo snížením počtu pokojů, zřízením společných nocleháren a snížením cen. Od 1. října 1936 měla chata nového nájemce, tentokrát jím byla Julie Peerová, která do té doby působila jako účetní na Schreiberově chatě na Červenohorském sedle. Došlo k dalším úpravám objektu a v roce 1936 zde přespalo na 3000 návštěvníků. Ti si sami na pokojích topili v kamínkách, popel pak byl vynášen za chatu.
Dne 24. ledna 1937 pak v okolí KČST společně s svazem Lyžařů republiky československé (LRČ) zorganizoval závod o Stříbrnou jesenickou lyži. Z tohoto důvodu došlo k úpravám okolí chaty, především vykácení stromů. Ve stejném roce navíc padlo rozhodnutí o opětovném zřízení bufetu u Jelení studánky, o nějž se měla starat nájemkyně Alfrédky. Po Mnichově chata přešla opět do německých rukou a až do léta 1944 se zde konaly především letní tábory.
Po válce se chata vrátila zpět do majetku KČST, nájemcem se stal pan Vavrečka z Olomouce. Chata i nadále trpěla slabou návštěvností, tentokrát ovšem nebyla v Jeseníkách jediná. Nově příchozí osídlenci oblasti totiž měli docela jiné starosti a ke krajině ke všemu neměli žádný vztah a pořádně nefungovala ani doprava, takže turisté z vnitrozemí se sem dostávali jen s obtížemi. V roce 1948 však KČST o chatu přišel a ta připadla České obci sokolské a po jejím zrušení do majetku n. p. Turista Praha. Ten jejím provozováním pověřil n. p. Restaurace a jídelny Šumperk. Kvůli byrokratické složitosti ubytovávání turistů přešla chata především na restaurační provoz. Jelikož byl její provoz dotován státem vydržela do roku 1962, kdy vinou neopatrnosti jednoho z rekreantů vyhořela.
Po požáru okresní národní výbor Bruntál rozhodl o zastřešení přístřešku na Jelení studánce, do kterého investoval 70 000 korun. Přístřešek se tak nově stal jediným ochranným objektem mezi Skřítkem a Barborkou. Ačkoliv se zároveň začalo jednat o obnovení Alfrédky, dlouhá léta se nic nedělo. Chyběly peníze, plány a především neexistovala organizace. Základů chaty se nakonec ujaly Kovohutě Břidličná a v roce 1971 zde vystavěly chatu novou a jen o něco menší. V ní se nacházelo 46 lůžek a jídelna sloužící zároveň jako společenský sál. Později k ní přibyla i krytá veranda a zastřešeno bylo i vstupní schodiště. Chata posléze sloužila především jako podnikové rekreační středisko, turisté zde mohli nalézt občerstvení a výjimečně i přespat.
Po roce 1989 prošla privatizací a od 1. července 1991 si ji pronajímal Vlastimil Novák, chata nadále fungovala jako turistická ubytovna a nájemce zajišťoval její celoroční provoz. K ubytování se zde nacházelo 43 lůžek ve 3 – 4 lůžkových pokojích se společnými sprchami a sociálním zařízením na chodbě. Jídelna pak sloužila také jako společenský sál s televizí se satelitním příjmem. Vlastní jídelna měla kapacitu 55 míst, dalších 50 návštěvníků se vešlo do sousední restaurace. Pro lyžaře nechyběla lyžárna a sušárna bot. Nedaleko se nacházela cvičná louka s 250 m dlouhým vlekem. Přímo u chaty bylo zřízeno i parkoviště, kam byl ubytovaným umožněn příjezd od Rýmařova a Staré Vsi.
V noci z 24. na 25. března 2002 chata znovu vyhořela. V té době se navíc přes Jeseníky přehnala sněhová bouře, takže na hasiče zbyly pouze ohořelé základy.

## Podoba
Jednalo se o obdélnou dřevěnou budovu na kamenné podezdívce, s plochou sedlovou střechou. Na průčelní straně se nacházela krytá terasa. Po přestavbě v 70. letech 20. století došlo k výrazným vnitřním změnám. Terasa před průčelím byla zrušena a pod střechou, která byla zvýšena, došlo ke vzniku podkrovních místností.

## Dostupnost
Místem, kde lovecký zámeček stával vedou tři značené turistické trasy. Červená značka vede od Jelení studánky na Žďárský Potok, zelená pak od Karlova pod Pradědem také ke Žďárskému Potoku. Třetí turistickou značkou je žlutá, která vede od Jelení studánky směrem na Skřítek.